# Aimé Doumenc
Pour les articles homonymes, voir Doumenc.
Joseph Édouard Aimé Doumenc, né le 16 novembre 1880 à Grenoble et mort le 21 juillet 1948 dans le massif du Pelvoux, est un général français. Rétrospectivement, il est considéré comme ayant été un précurseur de la coopération organique interarmes.

## Biographie

### Famille
Aimé Doumenc est le fils d'Ovide Doumenc, un officier d'origine ariégeoise sorti du rang, ayant combattu en 1870 et retiré en Isère. 
Il est le grand-père de l'écrivain Philippe Doumenc (né en 1934) et de Jean-François Doumenc.

### Jeunesse et formation
Aimé Doumenc est élève à l'École polytechnique entre le 27 septembre 1898 et le 6 septembre 1900 comme élève boursier puis élève de l'École d'application de l'Artillerie et du Génie de Fontainebleau où il rejoint les batteries alpines. Aimé Doumenc est admis parmi les plus jeunes à l'École Supérieure de Guerre en 1907 et s'y distingue par sa puissance de travail et la finesse de ses travaux : il est retenu pour une exceptionnelle troisième année de scolarité en 1909 car il fait partie des premiers de sa promotion. Il est alors l'un des quinze officiers à recevoir le cours du commandant Mordacq à qui le général Foch confia l'étude stratégique. Capitaine à l'état-major du 19e corps d'armée, il sert dans les confins algéro-marocains avant d'être affecté au 60e régiment d'artillerie à Troyes le 19 octobre 1911.

### Première Guerre mondiale
Durant la Première Guerre mondiale, adjoint au directeur du Service automobile puis directeur de ce service en 1917, il se signale comme l'organisateur des transports routiers qui assurent le ravitaillement et la relève au cours de la bataille de Verdun en 1916. Sur la Voie sacrée il conçoit le système logistique de la noria qui permet d'utiliser au mieux cette unique route qui relie Verdun aux lignes françaises. En mars 1915, il accepte, à la demande d'Abram Piat Andrew, de faire un essai pour que les volontaires américains puissent « ramasser les blessés sur le front », ce qui aboutira en avril 1915 à la création de l'American Ambulance Field Service sous le commandement de l'armée française. Par ailleurs, entre novembre 1916 et mars 1917, il participe, aux côtés du général Estienne, à la création des premiers chars d'assaut en tant qu'adjoint technique et il est en faveur de la création de divisions blindées. Il est nommé commandant en 1918. Il est alors choisi par le général Mordacq pour commander la nouvelle direction de l'automobile au ministère de la Guerre.

### Entre Deux-Guerres
Après avoir fait campagne au Maroc en 1925 durant la guerre du Rif, il prend le commandement de la 1re division d'infanterie puis celui de la 1re région militaire. D'après le Président Daladier, le général Doumenc est à l'origine en 1928 du premier plan d'une division cuirassée pouvant agir de manière autonome, doctrine qui sera ultérieurement amplifiée par l'armée allemande et de Gaulle au milieu des années 1930. Souvent évoqué, le projet de division proposé par Doumenc ne sera longtemps connu que par cette déclaration de Daladier au procès de Riom. Récemment, une note originale datant de 1927 ou 1928, retrouvée aux archives du Service historique de la Défense, a fait l'objet d'une publication partielle dans un article qui en confirme le caractère particulièrement novateur. Doumenc proposait en effet un schéma poussant très loin la combinaison organique interarmes, avec des compagnies mixtes de chars et d'infanterie.
En 1938, il est nommé au Conseil supérieur de la guerre. 

### Seconde Guerre mondiale
En 1939, promu général d'armée, il est envoyé à Moscou comme chef de la délégation française chargée de négocier un accord militaire avec l'URSS mais la signature du pacte germano-soviétique met un terme à sa mission. À la déclaration de guerre, il prend la tête de la défense anti-aérienne du territoire avant d'occuper le poste de major général au Grand quartier général des forces terrestres françaises en janvier 1940 et tente notamment d'arrêter les Allemands dans les Ardennes jusqu'à la destruction totale de la 9e armée. Nommé Commissaire général à la reconstruction nationale du 26 juin au 12 juillet 1940. Il quitte le service le 1er janvier 1942 à la suite d'une demande, accordée à titre exceptionnel, de passage de la situation d'activité à celle de disponibilité. Il se tue accidentellement dans les Alpes en 1948.
La médaille de Grand officier de la Légion d'honneur a été remise au général Doumenc le 14 août 1940 des mains du général Weygand. Il était en outre titulaire, de la Croix de guerre 1914-1918 avec neuf étoiles de bronze, de la médaille militaire et de plusieurs décorations étrangères dont l'Ordre du Service distingué britannique.

## Distinctions
- Grand officier de la Légion d'honneur
- Croix de guerre 1914–1918

## Dans la fiction
Dans l’ouvrage dirigé par Jacques Sapir, Frank Stora et Loïc Mahé 1940, et si la France avait continué la guerre — une uchronie proposant une alternative à l’armistice de juin 1940 — les auteurs le nomment à l’État-Major général de la Défense nationale chargé du déménagement vers l’Afrique du Nord d’un maximum d’hommes et de matériel en vue d’une poursuite de la guerre. Il est fait de lui le portrait suivant : « Doumenc anime [les] réunions [concernant le déménagement] avec sa vigueur habituelle et un optimisme inébranlable, n’hésitant pas à secouer les participants en faisant preuve d’une créativité de tous les instants pour trouver des solutions à des situations apparemment sans issue. »